# Streaming-Client
Als Streaming-Client bezeichnet man einen speziellen Client für Streaming Media; dabei kann es sich entweder um eine Anwendung oder auch um ein Endgerät handeln.
Typische Streaming-Clients unterstützen spezielle Streaming-Protokolle wie RTP, RTCP und/oder RSVP.

## Software

### Anbieter
Zu den Anbietern von Streaming-Clients gehören u. a. RealNetworks (ehem. Progressive Networks), Microsoft und Apple. Auch in der Open-Source-Gemeinschaft werden Streaming-Clients entwickelt, beispielsweise in den Projekten Helix, LScube, VideoLAN und in der Catra Streaming Platform.

### Multimedia-Komplettlösungen
- Elisa: Mediacenter für Linux
- Geexbox: TV, Musik, DVD etc. (Live-CD)
- Microsoft Windows XP Media Center Edition: enthält einen sogenannten Electronic Program Guide (EPG), ermöglicht den Empfang von Fernseh- und Radiokanälen, das Abspielen von Musikdateien sowie die Anzeige von digitalen Fotos oder Videos, integriert die gebührenpflichtigen Internet-Videodienste CinemaNow für Streaming-Videos und Movielink für Film-Downloads.
- MythTV: Digital TV, Musik, DVD, Spiele etc. Basiert auf einem Linux-Rechner, den man z. B. an den Fernseher anschließt.

### Player

#### Kommerzielle Anbieter streamingfähiger Clients
- Apple: QuickTime Player, iTunes (Windows, macOS)
- RealNetworks: RealPlayer (Windows, macOS, Linux)
- Microsoft: Windows Media Player (Windows, macOS)
- Nullsoft: Winamp (Windows)

Für alle Java-fähigen Systeme verfügbar sind z. B. die FlexPlayer, welche die Audioformate Ogg und MP3 sowie das MPEG1-Videoformat unterstützen. Sie können als Applet in eine Webseite integriert werden.
Daneben existieren einige kommerzielle Clients, die nur in funktional reduzierten Versionen kostenlos abgegeben werden:
- Liquid Audio: Liquid Player, ein Client für Streaming- und Download-Angebote mit Grabber und CD-Brennsoftware
- Microsoft: Windows Media Player (Windows), das Unternehmen InterVideo hat von Microsoft Teile der Windows-Media-Technologie lizenziert und portiert die Hauptbestandteile auf GNU/Linux

#### Nichtkommerzielle Streaming-Clients
Die nichtkommerziellen Clients werden entweder als freie Software oder Open Source lizenziert:
- Helix Player (GNU/Linux, Solaris, Symbian) bzw. Helix DNA Client: Unterstützung für Ogg Vorbis, Ogg Theora und H261 sowie Streaming über RTSP
- Libnemesi, Player-Framework des Streaming-Projekts LScube
- MPlayer (GNU/Linux, Windows, macOS): Unterstützung für diverse freie Codecs sowie einige proprietäre Windows-Codecs wie Intel Indeo, MJPEG, ASF und ASV2 sowie WMV1, Sorenson v1 (SVQ1) und Real Player (RV20/30, Cook)
- No23 Recorder: Kostenloser Rekorder für Aufnahme von Internetradio; unterstützt die Formate MP3, Ogg, WAV
- Screamer Radio (Windows ab 95): Schlanker, schneller Freeware-Player
- S60 Internetradio: Freie Implementierung eines Internetradio für die Symbian S60 Plattform.
- Gnome Videos: Standard-Player der Xine oder Gstreamer nutzt.
- VLC media player (Cross-Plattform)
- Xine: Multimedia-Player, der viele Standards unterstützt.

Das GStreamer-Framework dient unter Linux als Basis für viele Player.

### Ripper
Verschiedene Tools können Audio-Streams mitschneiden (rippen):
- AIMP
- ASF Recorder
- Foobar2000 (Windows ab 2000): Audio-Player mit der Möglichkeit, in Verbindung mit dem HTTP reader HTTP-Streams zu speichern
- JetAudio: Media-Player mit der Möglichkeit, jegliche Soundquelle zu speichern.
- Streambox VCR
- Streamripper
- Total Recorder (Windows)
- VLC media player

## Hardware

### Internetradios und internetfähige Fernsehgeräte

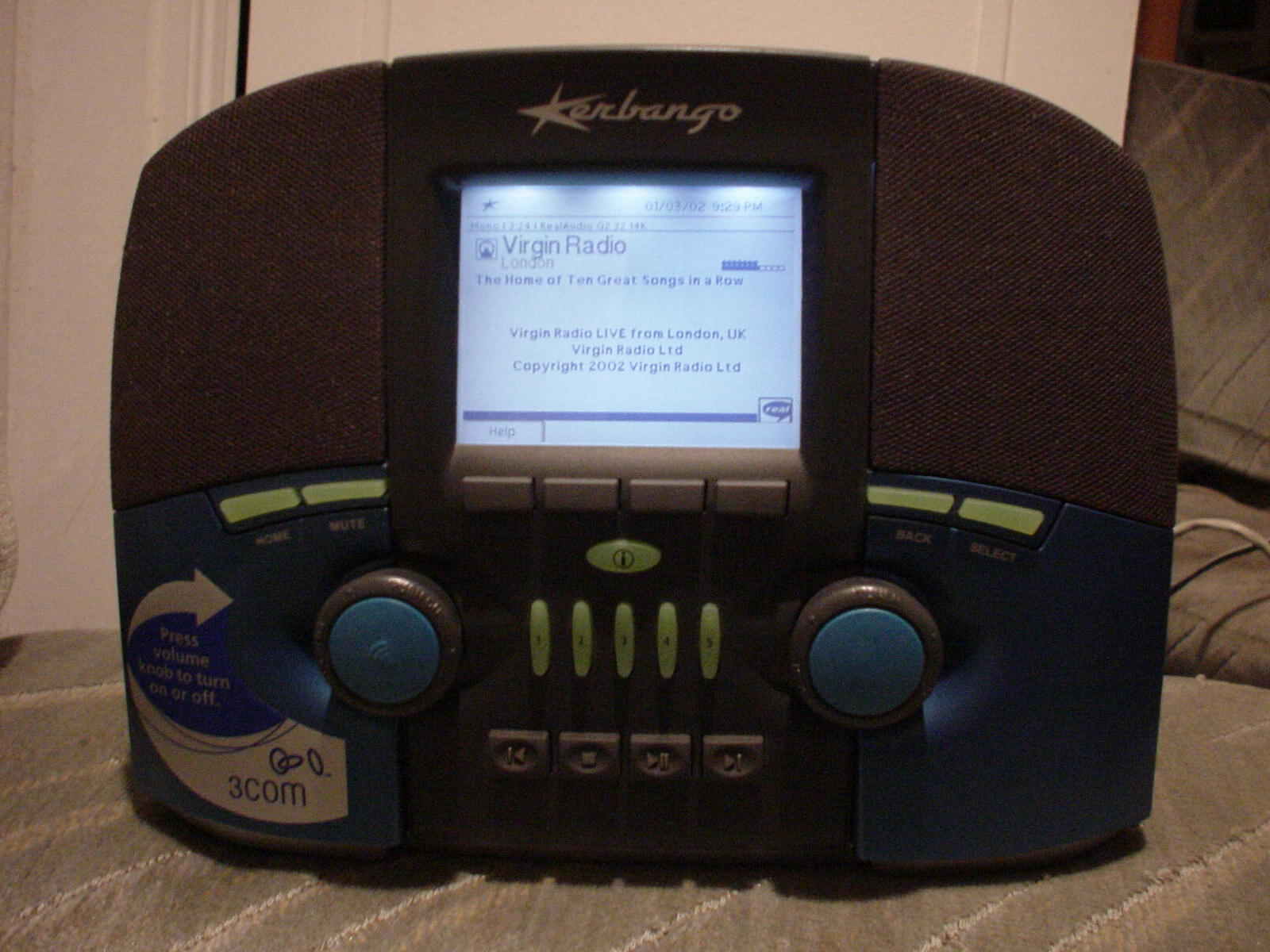
Internetradio der Firma Kerbango

Als Streaming-Clients können sogenannte Internetradios oder auch moderne internetfähige Fernsehgeräte verwendet werden. Fernsehgeräte, die noch nicht internetfähig sind, können mit Set-Top-Boxen nachgerüstet werden, die Video- und Audio-Inhalte von Festplatte, DVD/Blu-ray Disc oder über Netzwerk abspielen. Moderne Fernsehgeräte können auch mit HDMI-Sticks zum Empfang von Streamingdiensten erweitert werden.

### Streaming Media Player
- Apple TV
- Bluesound
- D-Link
- Ellion Digital
- Linn DS Serie
- Logitech Squeezebox
- Philips Streamium
- Pinnacle ShowCenter
- Raumfeld
- Sonos
- Syabas Technology Popcorn Hour
- TEAC WAP-Geräte
- WD TV Live
- Google Nexus Q